# Malakal Airport
Malakal Airport är en flygplats i Sydsudan. Den ligger i den nordöstra delen av landet, 500 kilometer norr om huvudstaden Juba. Malakal Airport ligger 393 meter över havet.
Terrängen runt Malakal Airport är mycket platt. Runt Malakal Airport är det mycket glesbefolkat, med 5 invånare per kvadratkilometer.. Närmaste större samhälle är Malakal, 3,0 kilometer söder om Malakal Airport.
Omgivningarna runt Malakal Airport är huvudsakligen savann.